# Namkungia biryongensis
Namkungia biryongensis är en insektsart som först beskrevs av Joon Namkung 1974.  Namkungia biryongensis ingår i släktet Namkungia och familjen Grylloblattidae. Inga underarter finns listade i Catalogue of Life.